# Клаудія Гольцнер
Клаудія Гольцнер (англ. Claudia Holzner, 8 лютого 1994) — канадська синхронна плавчиня. Представниця збірної Канади на літніх Олімпійських іграх 2020, де у змаганнях дуетів і групових вправах посіла 5-ті місця. Учасниця чемпіонатів світу з водних видів спорту 2013, 2015, 2017 і 2019 років.